# Affaire des douze femmes en colère

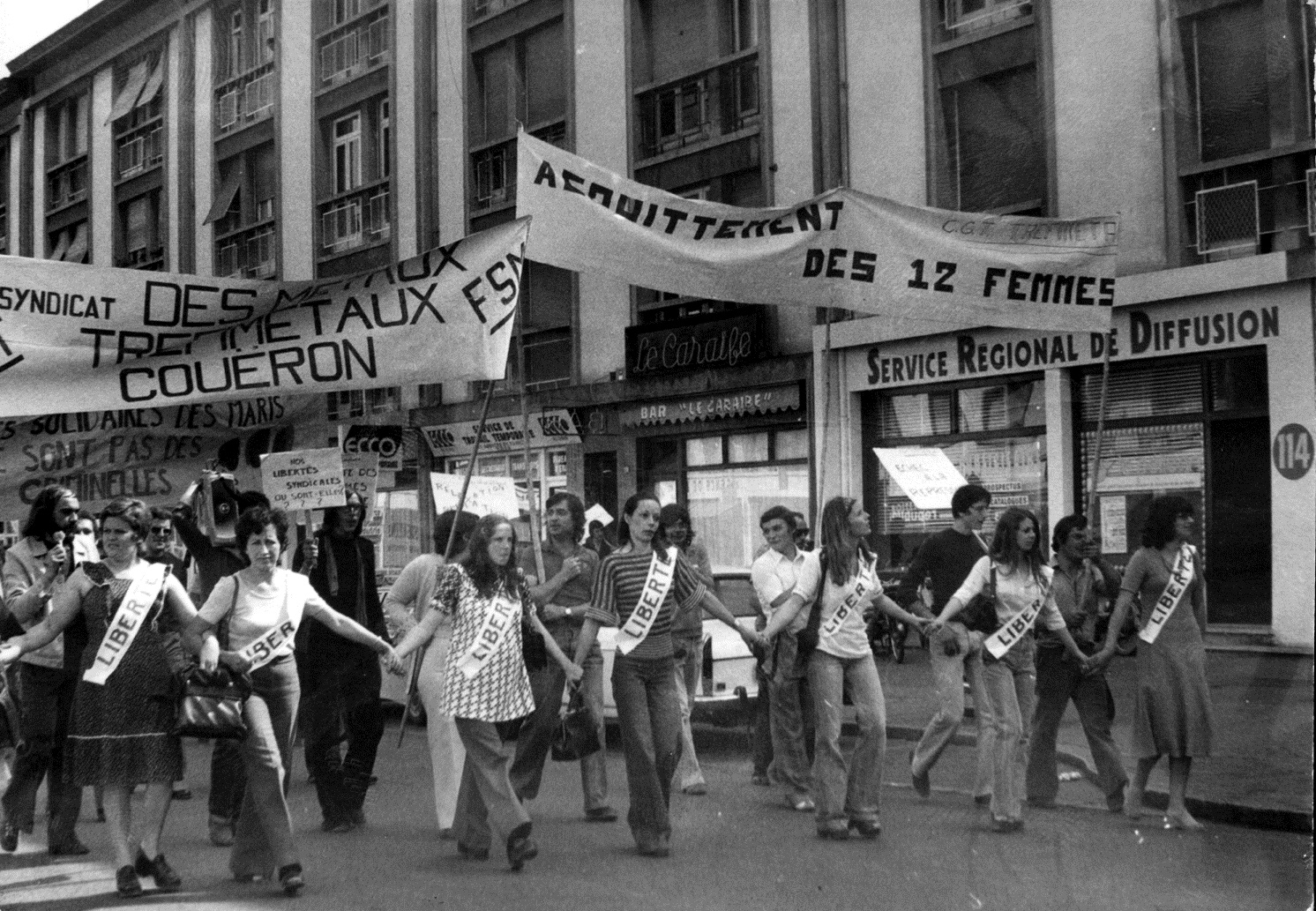
Les douze femmes en tête du cortège de la manifestation se dirigeant vers le palais de justice de Saint-Nazaire (17 juin 1976).

L'affaire des douze femmes en colère a lieu en 1975 à Couëron, en Loire-Atlantique. Elle concerne douze femmes d'ouvriers grévistes de l'usine métallurgique Tréfimétaux qui ont été accusées d'avoir séquestré le directeur de l'usine.

## Contexte

### De la grève des ouvriers à la colère des femmes
En février 1975, une grève a lieu à l'usine Tréfimétaux de Couëron. Elle se déroule dans un contexte de crise économique et de succession de plans sociaux au sein de l'entreprise. Les ouvriers, à l'appel de la CGT, revendiquent une amélioration de leurs conditions sociales : augmentation du salaire et primes, départ à la retraite avancé, arrêt du travail de nuit. La direction accepte la hausse des salaires mais refuse les autres demandes. Les ouvriers décident donc de se mettre en grève pour faire entendre leurs droits.
En avril 1975, soit huit semaines après le début du mouvement de contestation, les femmes des ouvriers reçoivent une lettre provenant de la direction. Celle-ci leur demande de motiver leur conjoint à reprendre le travail. L'objectif : provoquer la discorde au sein des familles.
Le 22 avril 1975, à la demande de la CGT et pour montrer qu'elles sont solidaires de leurs maris, de nombreuses femmes se rassemblent devant l'usine, brûlent la lettre et exigent d'être reçues par le directeur. Essuyant le refus de ce dernier, douze femmes, dont Myriam N'Cho, décident d'investir son bureau. Pendant plus de deux heures, elles racontent leurs conditions de vie, la difficulté pour s'acheter ne serait-ce que du savon ou de quoi manger le soir, et tentent de négocier. Une fois la discussion finie, les femmes, ainsi que leurs maris, le raccompagnent jusque chez lui.

### La plainte de Tréfimétaux et l'accusation de séquestration
Le directeur de l'usine Tréfimétaux porte plainte pour séquestration quelques semaines plus tard. Les gendarmes se présentent au domicile de chacune des douze femmes et leur remettent une lettre de convocation au tribunal.

### La lutte collective en faveur des accusées
À partir de ce moment-là, l'affaire des Douze femmes en colère prend de l'importance. Une véritable lutte collective s'organise autour des inculpées, soutenues par la majorité des syndicalistes. Des délégations plaident leur cause auprès du ministère du Travail et de l'Union des industries métallurgiques et minières et l'Union des Femmes françaises (UFF) prend contact avec Simone Veil.
La CGT décide de considérer la plainte contre les douze femmes comme une plainte collective à l'égard des ouvriers grévistes. Elle se déclare solidaire envers ces femmes et les désigne comme "ses camarades".
L'UFF les soutient dans un contexte plus global de lutte et de promotion des femmes. Elle organise par ailleurs des interventions et manifestations, écrivent des pétitions autour de cette affaire.
Les douze femmes deviennent rapidement le symbole du mouvement ouvrier et mettent en lumière les conditions de vie des femmes d'ouvriers durant les années 1970. Dans ce contexte, de nombreux articles dressent le portrait de ces femmes d'ouvriers qui font partie intégrante de la lutte. Soazig Chappedelaine et René Vautier recueillent leurs témoignages et leur quotidien dans l'objectif de réaliser un film documentaire à leur sujet, et non pas seulement sur la grève ou le procès.

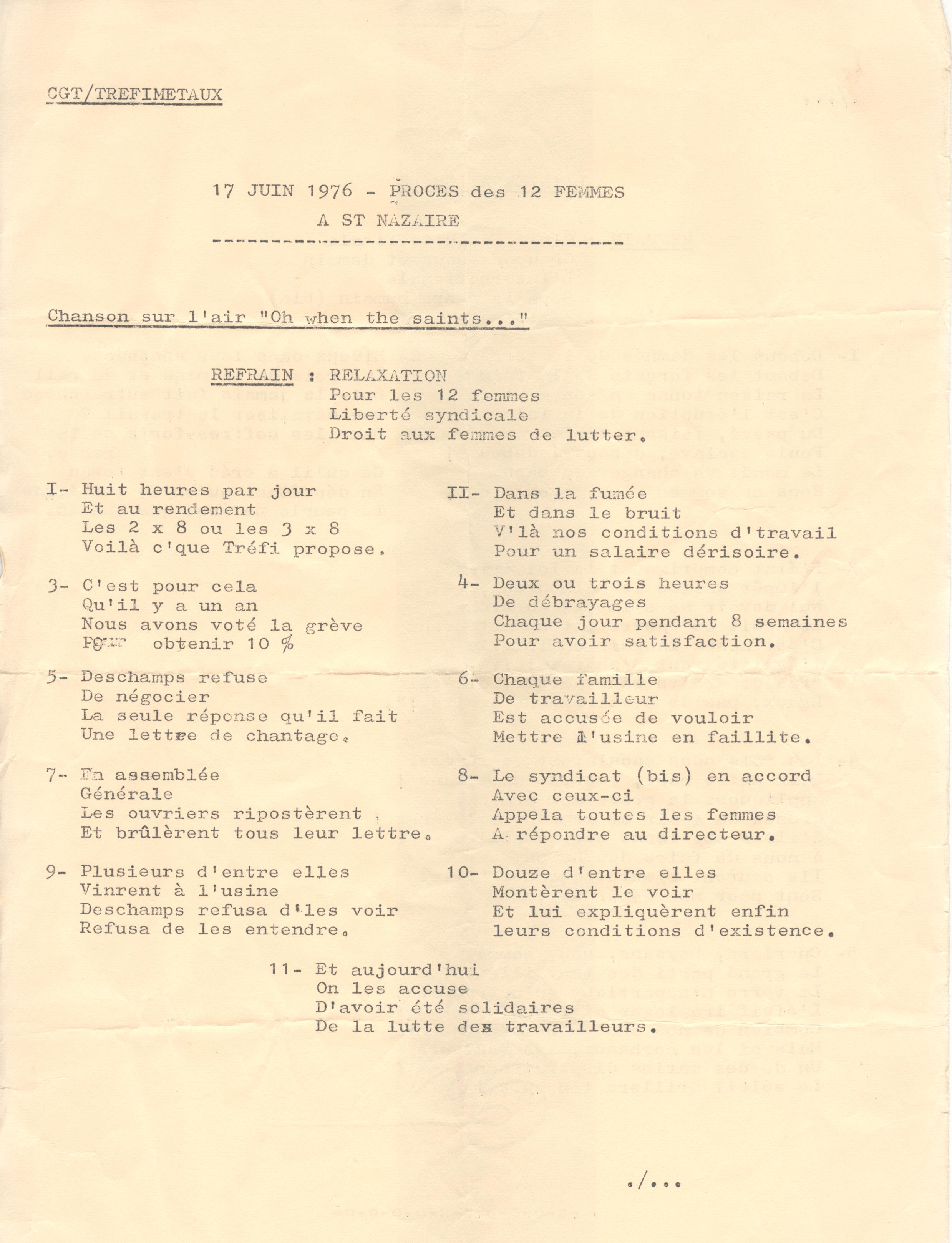
Chanson écrite par la CGT, le jour du procès, en soutien aux douze femmes (1976).

### Le procès des douze femmes en colère (17 juin 1976)
Le jour du procès, le 17 juin 1976, près de 3 000 personnes, majoritairement communistes, défilent aux côtés des accusées qui se dirigent vers le Palais de justice de Saint-Nazaire. Une délégation de travailleurs de la SOTUMEC, une entreprise de chaudronnerie, et le groupe de l'UFF de Saint-Nazaire rejoignent les partisans couëronnais.
Pour l'occasion, une chanson reprenant l'air de Oh when the saints go marching in de Louis Armstrong a été écrite par la CGT. Relaxation, pour les douze femmes, liberté syndicale, droit aux femmes de lutter. [...] Et aujourd'hui, on les accuse, d'avoir été solidaires, de la lutte des travailleurs peut-on entendre résonner dans les rues de Saint-Nazaire.
Le procès est rapidement écourté pour vice de procédure et la direction de Tréfimétaux décide de retirer sa plainte en septembre de la même année. Les douze femmes sont alors acquittées et obtiennent une augmentation du salaire de leurs maris à hauteur de 10 %.

### Après l'affaire
Quelque temps après le procès, une commission féminine s'ouvre à l'intérieur du syndicat au sein de l'usine Tréfimétaux. Certaines des femmes, dont Myriam N'Cho, deviennent de véritables militantes syndicales et féministes. D'ailleurs, l'une d'elles participe à la conférence nationale femmes de la CGT en 1977 et quatre femmes participent au Congrès national de l'UFF en 1978.
Le 31 octobre 1988, l'usine Tréfimétaux de Couëron ferme ses portes. Depuis, les bâtiments ont été rachetés par la Ville de Couëron et sont partagés entre des bureaux administratifs, des locaux mis à disposition pour les associations, un local à musique et la Médiathèque Victor-Jara. Depuis 2009, la place centrale porte le nom des Douze femmes en colère à la suite de la décision de l'ancien maire Jean-Pierre Fougerat. Une grande image d'archives, représentant ces femmes lors d'une manifestation en leur faveur, surplombe désormais la place.

## Postérité
Le film documentaire Quand les femmes ont pris la colère, réalisé en 1978 par Soazig Chappedelaine et René Vautier, retrace cette histoire.
Gilles Servat, auteur-compositeur-interprète breton, évoque cette affaire dans sa chanson Dépliant touristique, sortie en 1977 dans l'album Chantez la vie, l'amour et la mort.
L'association Une tour, Une histoire, créée en 1993 par d'anciens salariés de l'usine, a publié plusieurs revues dont l'une se consacre à l'histoire des Douze femmes en colère : Cahier de l'usine n° 2, L'usine, 1975-1976, la grève, quand les femmes ont pris la colère, juin 1999.
Cécile Delhommeau et Anthony Pouliquen, de la compagne Ta main camarade, ont écrit et mis en scène le spectacle Douze femmes en colère. Ce spectacle, tout en mettant en avant la lutte des femmes, mêle le documentaire radiophonique aux arts de la parole.